# Benjamin Wegner
Jacob Benjamin Wegner (21. februar 1795 i Königsberg - 22. maj 1864 på Ladegårdsøen ved Kristiania) var en tysk-norsk industrimand, værkejer, godsejer, og trælasthandler, oprindelig fra Østpreussen. Han blev 1824 gift med Henriette Seyler (1805-1875), hvis familie ejede Berenberg Bank i Hamborg.
Wegner flyttede til Norge fra Berlin i 1822 og etablerede sig i løbet af få år som en af Norges fremmeste industrimagnater. Han er mest kendt som mangeårig leder for - og en af de to ejere - af Blaafarveværket, Norges største industribedrift i første halvdel af 1800-tallet.